# Закон на Харди – Вайнберг
Според закона на Харди – Вайнберг в идеална популация съотношението между генотиповете остава непроменено с течение на поколенията.
В един локус с два алела, например {\displaystyle A_{1}} и {\displaystyle A_{2}}, с честоти съответно {\displaystyle p} и {\displaystyle q}, разпределението на честотите на генотиповете {\displaystyle A_{1}A_{1}}, {\displaystyle A_{1}A_{2}} и {\displaystyle A_{2}A_{2}} e {\displaystyle 1:2:1}. Тъй като честотата на {\displaystyle A_{1}} е {\displaystyle p}, тогава честотата на генотип {\displaystyle A_{1}A_{1}} е {\displaystyle p^{2}}. Аналогично честотата на {\displaystyle A_{2}A_{2}} е {\displaystyle q^{2}}. Сумата от честотите на трите възможни генотипа е единица: {\displaystyle p^{2}+2pq+q^{2}=1}. Както е посочено по-горе, този закон е валиден напълно само в „идеална“ популация, която трябва да отговаря на редица ограничаващи допускания: да е безкрайно голяма, в нея да не действа отбор, да няма мутации, поколенията да са неприпокриващи се, локусът да е автозомен, индивидите в популацията да са диплоидни и пр.
Когато при дадена честота на алелите изчислената честота на генотиповете съвпада с очакваната според закона на Харди – Вайнберг, тогава се казва, че популацията е в равновесие и честотите на алелите и генотиповете не се променят в следващите поколения.
Законът на Харди – Вайнберг е формулиран първоначално за един локус с два алела, но скоро след това валидността му е доказана и за локус с повече ({\displaystyle n} на брой) алели.

## Обобщения

### Цялостно обобщение
За {\displaystyle n} различни алели в {\displaystyle c}-плоиди тенотипните честоти при равновесието на Харди – Вайнберг се представят при индивидуални условия чрез многочленното развитие на {\displaystyle (p_{1}+\cdots +p_{n})^{c}}:
{\displaystyle (p_{1}+\cdots +p_{n})^{c}=\sum _{k_{1},\ldots ,k_{n}\ \in \mathbb {N} :k_{1}+\cdots +k_{n}=c}{c \choose k_{1},\ldots ,k_{n}}p_{1}^{k_{1}}\cdots p_{n}^{k_{n}}}